# 446 a. C.
El año 446 a. C. fue un año del calendario romano prejuliano. En el Imperio romano se conocía como el Año del consulado de Barbado y Fuso (o menos frecuentemente, año 308 Ab urbe condita).

## Acontecimientos
- La isla de Eubea y la ciudad de Mégara se sublevan contra el dominio ateniense.
- Pericles reconquista la ciudad de Hestiea y toda la isla de Eubea.
- Paz de los Treinta Años entre Atenas, quién renuncia a sus reivindicaciones sobre territorio griego en el Peloponeso (Mégara, Nisea, Pegas, Trecén y Acaya), y Esparta, quién reconoce el predominio ateniense en el Egeo, con la excepción de la isla de Egina, miembro autónomo de la Liga de Delos.
- Plistoanacte, rey de Esparta, al cumplir su mayoría de edad, reemplazando al regente Nicomedes.
- Fundación de la ciudad de Thurios en el sur de Italia por colonos atenienses, con la autorización de Pericles.

## Nacimientos
- Eupolis, escritor griego (m. 411 a. C.)
- Marco Furio Camilo, político romano (m. 365 a. C.)